# Rita Wildenová
Rita Wildenová (* 9. října 1947, Lipsko) je bývalá německá atletka, sprinterka.

## Kariéra
Celkem třikrát startovala na olympiádě – v roce 1968 byla členkou štafety na 4 × 100 metrů, která skončila šestá. V Mnichově o čtyři roky později vybojovala stříbrnou medaili v běhu na 400 metrů a bronzovou jako členka štafety na 4 × 400 metrů. V Montrealu v roce 1976 byla západoněmecká štafeta s Wildenovou pátá.
Úspěšná byla také na evropských šampionátech. V Athénách v roce 1969 získala stříbrnou medaili ve štafetě na 4 × 100 metrů, v Římě v roce 1974 skončila třetí v běhu na 400 metrů.
Je rovněž několikanásobnou medailistkou z evropských halových šampionátů. V roce 1972 získala zlaté medaile ve štafetách na 4x1 kolo i 4x2 kola. O rok později obhájila vítězství ve štafetě na 4x1 kolo. V roce 1975 byla členkou stříbrné štafety na 4x2 kola. V Mnichově v roce 1976 se stala halovou mistryní Evropy v běhu na 400 metrů.